# Shaquielle McKissic
Shaquielle McKissic, né le 17 août 1990, à Seattle, dans l'État de Washington, est un joueur américain de basket-ball. Il évolue aux postes d'arrière et d'ailier.

## Carrière
En février 2020, McKissic quitte le Beşiktaş et rejoint l'Olympiakós,.
En février 2021, McKissic prolonge son contrat avec l'Olympiakós jusqu'à la fin de la saison 2022-2023.

## Palmarès
- Vainqueur de la coupe de Grèce 2022
- Champion de Grèce en 2022, 2023 et 2025